# Pocatello (Häuptling)

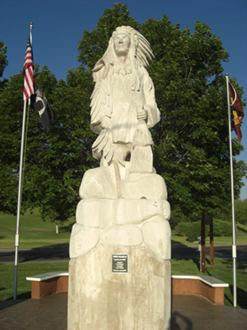
Häuptling Pocatello, Skulptur von JD Adcox

Häuptling Pocatello (Shoshoni Tondzaosha; * 1815; † 1884) war ein Häuptling der Shoshone, eines Indianerstamms im Westen Nordamerikas.
Zunächst führte er zu einer Zeit gesteigerter Aggressionen zwischen den amerikanischen Ureinwohnern und den Siedlern Angriffe gegen diese, bevor er mit den Vereinigten Staaten Frieden schloss. Nach dem Friedensschluss siedelte er mit seinen Gefolgsleuten in das Reservat in Idaho über, in dem der Stamm noch heute lebt. Auch in der Folgezeit, im Kampf ums Überleben im Reservat, diente er den Shoshone als Häuptling.
Die Stadt Pocatello wurde nach ihm benannt.

## Leben
Pocatello wurde im Jahre 1815 geboren. In den späten 1840ern, zu einer Zeit in der sich das Augenmerk der Vereinigten Staaten vermehrt gen Westen richtete und sie ihre Präsenz in Utah verstärkten, war Pocatello bereits Häuptling der Shoshone. Gegen diese neuankommenden Siedler führte er in der Folgezeit einige Angriffe im Utah-Territorium und entlang des Oregon Trail. Pocatello und Brigham Young, der Anführer der Mormonen, bei denen Pocatello in hohem Ansehen stand, unternahmen diverse Versöhnungsversuche, die jedoch durch das Eintreffen der US Army im Utah-Territorium 1858 torpediert wurden. So verschärften sich die Spannungen zwischen Siedlern und Ureinwohnern zusehends.
Im Januar 1863 erreichten Pocatello Nachrichten vom Vorrücken der US-Truppen aus Fort Douglas unter Oberst Patrick Edward Connor, der auf einem Straffeldzug gegen die Shoshone war. Zwar gelang es Pocatello, sein Volk größtenteils in Sicherheit zu bringen, das Bear-River-Massaker konnte er jedoch nicht verhindern. Connor ließ bei diesem Gefecht über 350 Indianer dahinmetzeln. Nachdem er von der US Army gnadenlos gejagt worden war, ersuchte Pocatello letztlich um Frieden für sein Volk, um weiteres Blutvergießen zu verhindern. Er erklärte sich einverstanden, die Attacken auf die Oregon Trail Siedler und diejenigen aus dem Südosten Idahos einzustellen, sofern die Regierung Entschädigungen für die annektierten Jagd- und Weidegründe zu leisten. Im Fort Bridger-Vertrag von 1868 besiegelte der Häuptling die Umsiedlung seines Stammes in das Fort-Hall-Reservat entlang des Snake Rivers. Obwohl die US-Regierung jährliche Unterstützungsleistungen in Höhe von 5,000 $ zugesagt hatte, trafen diese Leistungen nur unregelmäßig und unvollständig ein, sodass Streitigkeiten innerhalb der Shoshone um die knappen Ressourcen entstanden. Um den Hunger zu lindern, ließ Pocatello Postkutschenstationen überfallen und Nahrung stehlen, wofür er kurzfristig inhaftiert, jedoch gleich wieder freigelassen wurde, um einen Krieg zu verhindern.
1875 führte Pocatello seine Leute angesichts der Hungersnot zur mormonischen Missionsfarm von George Hill in Corinne, Utah, in der Hoffnung, eine Massenkonvertierung zum Mormonentum würde das Leid seines Volkes lindern. Obgleich die Missionare die Shoshone bereitwillig tauften, darunter auch Pocatello selbst, waren die Indianer bei der nichtmormonischen weißen Bevölkerung nicht willkommen. Auf Betreiben der Einwohner zwang die US Army die Shoshone, in ihr Reservat zurückzukehren.
In den späten 1870ern erteilte Pocatello Jay Gould ein Wegerecht, um die Utah and Northern Railway durch das Fort Hall Reservat auszudehnen. Diese Ausdehnung wurde von der zunehmenden Flut an Siedlern ins Idaho-Territorium befördert, die dem Goldrausch folgten. Die Stadt Pocatello, die zu dieser Zeit an der Eisenbahnlinie gegründet wurde, wurde nach dem Häuptling benannt.
Pocatello starb im Jahre 1884, vermutlich an Altersschwäche. Sein Leichnam wurde in einer tiefen Quelle in Idaho zusammen mit seiner Kleidung, seinen Waffen und seiner Jagdausrüstung beigesetzt. 18 Pferde wurden zu seinen Ehren getötet und ebenfalls in der Quelle beigesetzt.

## Der Name Pocatello
1918 veröffentlichte John Rees eine Liste von Orten in Idaho, die Idaho Nomenclature. Seine Übersetzung des Wortes Pokatello leitete er von „po“ Straße, „ka“ nicht, und „tello“ folgen her, wodurch sich als Übersetzung Er folgt nicht der Straße ergibt. Nach Rees bezieht sich dies auf die „verstohlenen Angewohnheiten und diebischen Raubzüge“ des Häuptlings. Eine frühere Bezugnahme besteht auf Pocataro und stammt von 1859, als F. W. Lander, Leiter der U. S. Overland Wagon Road, Häuptling Pocatello traf und dessen Freilassung aus dem Gewahrsam der US Army veranlasste. Der Sprachforscher Sven Liljeblad glaubte, dass Landers Begegnung mit Pocatello die erste Bezugnahme auf den Namen ist. Liljeblad bestritt John Rees’ Ableitung nach Silben. Er behauptet, Rees habe zusammenhanglos Worte aus der Sprache der Shoshone aneinander gereiht. Häuptling Pocatellos Tochter, Jeanette Lewis, bestätigte, dass der Name keine Bedeutung in der Sprache der Shoshone habe und dass der Häuptling von sich selbst als Tondzaosha sprach, was so viel wie Büffel-Kleid bedeutet.

## Moderne Bezüge
Pocatello ist in Sid Meier’s Civilization V der spielbare Anführer des Stammes der Shoshone.